# 1720 (tal)
1720 är det naturliga talet som följer 1719 och som följs av 1721.

## Inom matematiken
- 1720 är ett jämnt tal.
- 1720 är summan av de första 31 primtalen (2 + 3 + 5 + 7 + 11 + 13 + 17 + 19 + 23 + 29 + 31 + 37 + 41 + 43 + 47 + 53 + 59 + 61 + 67 + 71 + 73 + 79 + 83 + 89 + 97 + 101 + 103 + 107 + 109 + 113 + 127 = 1720)

## Inom vetenskapen
- 1720 Niels, en asteroid.